# Dasein
Dasein (niem. dasein – dosł. tu-bycie) – w filozofii niemieckiej rzeczywiste, realne istnienie dowolnego bytu.  
W filozofii Heideggera: fenomen w znaczeniu zwykłym tzn. sposób ujawniania się rzeczy (byt). Obok dasein, Heidegger mówi o fenomenie w sensie ścisłym tzn. o byciu (sein – zasadzie istnienia przedmiotu). Powołaniem człowieka jest rozumienie swojego bycia; w ten sposób transcenduje (wykracza poza) swój byt. 

## Dasein i egzystencja u Jaspersa
Odmienne znaczenie ma dasein w filozofii Karla Jaspersa. Dasein jest tu odpowiednikiem sartre'owskiego bytu w sobie, jest czystym istnieniem, które przynależy do świata fizykalnego. Przeciwieństwem dasein jest egzystencja, otwarta na autentyczne bycie.
Myślenie Jaspersa stale obraca się wokół tematyki zarysowanej przez niego w trzytomowej Filozofii (1932). Jaspers zauważa, że współczesna nauka empiryczna odpytując świat napotyka granice, których nie może przekroczyć. W tym momencie jednostka musi dokonać wyboru: pogrążyć się w rezygnacji i rozpaczy, lub rzucić się w wiarę i zwrócić się ku temu, co Jaspers nazywa transcendencją. Zwracając się ku transcendencji, jednostka czyni użytek ze swej nieograniczonej wolności – egzystencji – i może doświadczyć autentycznego bycia.
W jaki sposób jednak egzystencja, jako stan subiektywny, może być oceniana i analizowana przez jednostkę? Jaspers widzi jedno z rozwiązań w interakcjach społecznych. Egzystencja jest stanem samotności, zakorzenionym w wartościach społeczności. Jaźń jest odbiciem w czyjejś innej autentycznej jaźni. Dopiero gdy wiemy co o nas myślą i czego oczekują inni, możemy rozstrzygnąć kim jesteśmy i chcemy być.